# 科爾岩
科爾岩（英語：Coal Rock）是南極洲的岩石，位於伊利沙伯女皇地，處於費爾萊峰東南面7公里，屬於彭薩科拉山脈中福里斯特爾山脈的一部分，美國地質調查局根據測量和美國海軍拍攝的空中照片繪入地圖，現時由南極條約體系管理。